# アウターゾーン
『アウターゾーン』 (THE OUTER ZONE) は、光原伸による日本の漫画作品。
『週刊少年ジャンプ』（集英社）にて1991年14号より連載が開始され、同年24号までの全10話で一旦終了。同年51号より第2部として再開し、1994年15号まで連載された。第1部・第2部を合わせ、話数は全117話（うち1話は単行本未収録）。単行本はジャンプ・コミックスで全15巻。ジャンプコミックスセレクション版および文庫版は全10巻。
2011年、新作『アウターゾーン リ:ビジテッド』（THE OUTER ZONE Re:visited）の連載が季刊誌『コミック特盛』（ホーム社発行・集英社発売）で始まった。第20話が掲載された2015年12月発売号をもって同誌が休刊。その後はホーム社のWebマンガサイト・画楽ノ杜（がらくのもり）に移籍し、第21話と第22話（2016年9月27日配信）が発表された。単行本はホームコミックスで既刊3巻。第18話まで収録されており、第19話〜第22話の4話分は単行本未収録となっている。

## 概要

### 『アウターゾーン』
現実と隣り合わせに存在する、「アウターゾーン」と呼ばれる不思議な世界に巻き込まれる人々の姿を描く。本作の原点であるSFテレビドラマ『トワイライト・ゾーン』と同様に基本的には各話完結であり、ホラーやオカルトを主な題材としているが、第32話「タイム・ストッパー」に登場する時間を止める時計などSF的ガジェットも頻出する。ほとんどの回は現代の日本を舞台としているが、それ以外の国や時代、地球以外の惑星などが描かれる場合もあり、それらの世界の中だけで完結する回もあれば、主人公がそうした異世界に迷い込む、逆に異世界から何者かが来訪するという回もある。また女性陣のヌードなどのお色気要素も盛り込まれていた作品であった。
ほぼ全話を通じ、謎の美女ミザリィが案内人（ストーカー）として登場する。『週刊少年ジャンプ』連載時は巻末に固定されていることが多く、読者投票人気も高くはなかったが、本作のような連載復活は非常に珍しいことであった。光原曰く、「もともと人気がさほど上がらないことを想定して10週限定連載の予定だったが、思いがけず好評を得た。しかし、別の連載作品の掲載が決まっていたために予定通り10週で打ち切り、日程を調整したのち第2部として再開した」とのこと。第1部連載分はジャンプ・コミックス版の第1・2巻、文庫版では第1巻に全話収録されており、第10話（第1部最終回）のラストには見開きページが加筆されている。
第2部のスタートが決まったため、当初最終回（第10話）用に描いたネームは自ら没にした。この未発表となった最終回について光原は、内容的には長期連載後には使えないものであり、またネームも行方不明であるため、「今後も発表する事はないだろう」と述べている。
光原は本作の各話結末を考えることに毎回苦悩したという。それは、本作のようなショートストーリー作品で登場人物が不幸な結末を迎えるものが多いことに対し、「不幸な結末を描くことは比較的楽かもしれないが、不幸な結末など現実にいくらでもある。それなのにどうしてフィクションの中でまで暗い思いをしなければならないのか」「せめて物語の世界だけでも希望のある結末を描きたい」という意地と信念を抱いており、「後味の悪い結末はできる限り避けて、読後感の良い結末を心掛けたつもり」としている。本作が長く続いた理由は「そのような信念を抱き続けて描いてきたから成功につながったのでは」と、光原自身は述懐している。
単行本では各回に対して作者による解説が行われており、アイデアの元ネタ等の裏話が語られている。
最終巻に収録されている第109話「変身」（『週刊少年ジャンプ』1994年38号）、第110話「殺しの舞台（ステージ）」（『スーパージャンプ』1994年12号）の2編は、最終話である第116話「メッセージ」（『週刊少年ジャンプ』1994年15号）よりもあとに発表されたものである。
連載終了後に発表されたシリーズ作品は上記の「変身」、「殺しの舞台」のほかに、『月刊少年ジャンプ』1995年1月号掲載の読切短編「アウターゾーン スペシャル」があるが、この1編は単行本未収録となっている。

### 『アウターゾーン リ:ビジテッド』
17年ぶりのシリーズ再開となった2011年からの『アウターゾーン リ:ビジテッド』では読者の対象年齢の高さを踏まえ、無印以上に過激なエログロ描写や後味の悪い結末も盛り込まれている。
再開にあたり、光原にはタイトルへのこだわりが特になく「リ:ビジテッド」は編集者がつけたものであるが、光原は「良いタイトルだと思う」と述べている。『アウターゾーン』の新作を描いてほしいという編集者からの要望は2008年には既にあったという。その年の冬に仕上げた新作1本目のネームがのちにEpisode2「どら猫マグ」として発表されるものだったが、その後は2本目のネームを作れないまま2年以上が経過してしまった。
連載開始号の『コミック特盛 怖すぎて禁じられた怪談』2011年秋号（2011年10月発売）にはEpisode1とEpisode2が同時掲載された。『コミック特盛』休刊後、ホーム社のWebマンガサイト・画楽ノ杜に移籍したが、配信は2016年9月27日のEpisode22が最後となっている。画楽ノ杜は2017年4月にWEB漫画サイト『Z』にリニューアルされたが、その後はサイト内に『アウターゾーン リ:ビジテッド』の紹介ページはあるものの、新作は発表されていない。

## 登場人物
オムニバス形式の作品であるため、案内人のミザリィやシリーズ物である『マジック・ドール』編のキャラクターを除き、複数回登場する人物は稀である。

### メインキャラクターおよび複数回登場人物
ミザリィ
自称・アウターゾーンへの案内人であり、人間ではない。知的かつ妖艶な色香を持ち、なおかつ雰囲気が謎めいている美人。素性は一切謎。性格は自己中心的かつ気紛れで、ややサディスト。悪人や自分勝手な人には容赦ないが、善意の人間や子供には優しい。また、相手が悪魔など超自然の存在でなければ、自分から手を下す事は原則としてなく、当人の選択の結果破滅に至る（ないし救われる）ように誘導する事が殆どである。喜怒哀楽の感情はあるが、それによって表情を大きく崩すことはほとんど無い。
ウェーブの掛かった緑色の髪は腿まで伸びており、前髪の一房のみが紫色である。耳介が尖っており、左眼は常に前髪で隠れている。
普段は案内人として振る舞うが、戦闘能力も備えており、場合によっては髪を刃物やドリルのように変形させて攻撃する。銃や刃物程度で身体が傷付くことはなく、妖精や吸血鬼、ゾンビなどの怪物程度は簡単にあしらえる。稀に強大な魔物などの攻撃で傷つくが、一眠りすれば治る。
神出鬼没で場所や時代を選ばず、どの話でも服装こそ違うものの容姿自体は同じである。第11話以降、しばしば「アンティーク・ショップ 美沙里」の店主として登場する。時には看板を変えたり、店自体を変えたりしている。ショップの商品にはどれも不思議な力が宿っており、超常現象を引き起こす。基本的に超越的な狂言回しの立場に立つことが多く、危機に陥ることもほとんどないが、後述の小説版（イラストは光原）では、一転して拷問を受けたり一方的暴行を加えられるような描写が多くなっている。
一部のシーンを除き、吹き出しの形状は四角形に近い形状で台詞に使われている字体は丸ゴシック体である。
『アウターゾーン リ:ビジテッド』では、自身の肉体年齢を操作し、少女の外見に変化する能力も見せている。
的矢悟郎（まとや ごろう）
第60話、第78話、第112話 - 第115話に登場。超常現象の専門誌「月刊ワンダーワールド」の編集者兼ライター。元々はジャーナリスト志望で、社会の不正を暴くのが夢だったが、機会に恵まれず、三流オカルト誌の記者に甘んじていた。ミザリィの正体を探るため、取材を続けている。小学生の娘と2人暮らしで、娘にはいつも寂しい思いをさせている。退社してフリーランスとなってからもミザリィを追い続け、最終的には生物兵器を開発していた企業の全貌を暴き、一流ジャーナリストの仲間入りを果たす。
長坂想一（ながさか そういち）
第29話に小学生、第40話に高校生として登場。小学生時代はホラーマニアでミザリィが経営する美沙里の常連で彼女とも交流があった。姿を見られるのを極端に嫌う凶暴な「妖精」を目撃したことで命を狙われるも、身の回り物を使って辛くも撃退には成功した。しかしその時の恐怖が忘れられず高校生になってもトラウマを引きずっていたが、今度は合宿先の山奥で妖精の大群に襲われることになるもミザリィの助言と仲間を助けたいという気持ちから妖精に立ち向かっていく。

### 『マジック・ドール』編
敏腕刑事・火牙明と“動く人形”マキの奇妙なコンビの活躍を描く。第34話で最初のエピソードが描かれ、読者から好評を博し、シリーズ化された。全8エピソードの計15話。最初に人形のマキを火牙のもとに届けたのはミザリィだが（「マジックドール 1」）、ほかは「マジックドール 5」で火牙に事件解決のアドバイスをするぐらいで、ミザリィはストーリーにはほぼかかわらない。
シリーズ完結後、火牙とマキは「狙われたミザリィ」の3〜5（第113〜115話）に特別ゲストとして出演している。
|                  | 該当話     | 備考                                      |
| ---------------- | ---------- | ----------------------------------------- |
| マジックドール 1 | 第34話     |                                           |
| マジックドール 2 | 第37話     |                                           |
| マジックドール 3 | 第42話     |                                           |
| マジックドール 4 | 第46〜48話 |                                           |
| マジックドール 5 | 第56・57話 |                                           |
| マジックドール 6 | 第59話     |                                           |
| マジックドール 7 | 第69話     | 雑誌掲載時は2週にわたり前後編で掲載された |
| マジックドール 8 | 第79〜83話 |                                           |

火牙明（ひが あきら）
平口町警察署の刑事。麻薬取引の捜索中に犯人を射殺した際、無関係の女性を死なせる。その責任から、被害者の女性の魂が宿った人形「マキ」の面倒を見る。マキにせがまれるまま署へ連れていったために同僚からは人形マニアの疑惑を掛けられるなど、受難の日々が始まる。当初はわがまま放題のマキに辟易していたが、幾多の事件を経て、やがて彼女をかけがえのない存在として認識する。5年前、高校時代からの親密な間柄だった女性・由美（ゆみ）と突然の死別に見舞われた経験が枷となり、それ以降は女性と距離を置いていた。東京都集英市在住。警察の所在地「平口」は、本作の各所で見られる。愛銃はベレッタM92。愛車はチゼータ・V16T。第105話「恐怖の研究」にゲスト出演している。
坂内マキ（さかうち マキ）
通称：マキ。18歳。道に迷って麻薬取引の捜索現場を通りかかった際、刑事に射殺された犯人の流れ弾を受けて死亡する。実は死神のミスによるものだった上に、元の肉体が火葬された為、怒って死者の門のオヤジを脅し、新しい肉体が見つかるまで自らの魂を着せ替え人形に宿らせると、自身の死の間接的な責任者（火牙）のもとへ押しかけ、強引に同居する。機転が利き行動力に優れるが、強気でわがまま。第46話以降、輸入品の海外製ドールハウスを買わせて住んでいる。憑り付いている人形の商品名は「MIKA」。
田所（たどころ）
火牙の上司で、課長。妻子持ち。火牙が人形マニアという噂を信じているが、そんな彼に休暇を勧めるなど根は部下想い。趣味は独身の部下に見合いをさせること。第56話 - 第57話では、逆恨みから命を狙われた。
マイク・ピンキー2世
通称：死者の門のハゲオヤジ。あの世の入り口「死者の門」を担当する男性。褐色の肌でハゲ頭。眼鏡を着用。前頭部には一房だけ髪が生えている。お人好しで争いごとは不得手。中級管理職らしく、第69話では仕事に失敗すればリストラになるところだった。

## 第87話「禁書」について
ジャンプ・コミックス版第12巻（文庫版第8巻）に収録。初出は1993年35号（1993年8月16日号）。
SF作家の山本弘は東京都青少年の健全な育成に関する条例の改正（2010年）に関連して、山本のブログである『山本弘のSF秘密基地BLOG』で「『アウターゾーン』の「禁書」というエピソードを連想した人も多いようだ」と本作に言及した。この話は下記のようなストーリーである。禁書の作品を書かれた時代背景としては1990年ごろの有害コミック騒動のものである。
あらすじ
漫画やサブカルチャーといった表現物に極端な規制が加えられた、架空の未来が舞台。そこは「道徳的な漫画」だけが出版を許され、お色気や暴力的なシーンを含む漫画はもとより、ギャグ漫画や個人の思想が入れられた漫画までも「子供に悪影響がある」という理由で「悪書」とされ、出版や公開はもちろん隠し持っているだけで重罪とされていた。
イラストレーターの西崎守（にしざき まもる）は自室で「悪書」とされる漫画を何冊も隠し持っており、近所の少年の拓磨（たくま）にそのコレクションや自筆の漫画を見せていた。やがて、拓磨は西崎から漫画の描き方を教わるようになる。だがあるとき、拓磨が内緒で持ち帰った漫画が母親に見つかり、西崎は“悪書を所持し他人に公開した容疑”で逮捕される。
法廷で西崎は「汚らわしい書物を見せ、青少年の健全な発育を阻害した」と厳しく糾弾され、「悪書」の所持を認めるも「悪いことをしたとは思わない」「ああいう漫画は確かに下劣だが、人間というのはそういうものであり、大人がいくら建前でつくろってもそれは変わらない」「好むのは人間の自然な姿」と反論する。
裁判官は「子供を良い子に育てるにはああいう不健全なものを見せてはならない」と返し、対して西崎は「人間の本質を知らされないで育つ方がよっぽど悪影響だ」「子供は我々が想定している以上に大人である」と反論するも聞き入れられず、彼は禁固30年の判決を言い渡され、隠し持っていた漫画はすべて焚書された。収監から2年後、西崎は獄中で自殺した。
やがて、月日が経ったある日。そこには、かつての西崎と同じように近所の少年に自作の漫画を見せる、成長した拓磨の姿があった。

## 書誌情報

### 『アウターゾーン』（書誌情報）
光原伸『アウターゾーン』
ジャンプ・コミックス版とジャンプコミックスセレクション版はそれぞれの巻に副題がついている（文庫版は副題なし）。
- 集英社、ジャンプ・コミックス版（1991年〜1994年、全15巻）
  1. 1991年7月発行、ISBN 4-08-871395-8、「ママと悪魔」 （巻末特別読切として短編「リボルバー・クイーン」を収録[注 13]）
  2. 1991年10月発行、ISBN 4-08-871396-6、「解放者達（リベレーターズ）」 （巻末特別読切として短編「マジック・セラー ～ラスト・コール～」を収録[注 13]）
  3. 1992年5月発行、ISBN 4-08-871397-4、「わしはサンタじゃ!!」
  4. 1992年8月発行、ISBN 4-08-871398-2、「デス・フライト」
  5. 1992年12月発行、ISBN 4-08-871399-0、「妖精を見た!」
  6. 1993年2月発行、ISBN 4-08-871400-8、「マジック・ドール」
  7. 1993年4月発行、ISBN 4-08-871443-1、「魔女狩りの村」
  8. 1993年6月発行、ISBN 4-08-871444-X、「召喚」
  9. 1993年9月発行、ISBN 4-08-871445-8、「目標:月世界!!」
  10. 1993年11月発行、ISBN 4-08-871446-6、「英雄（ヒーロー）」
  11. 1994年1月発行、ISBN 4-08-871447-4、「マンハント」
  12. 1994年3月発行、ISBN 4-08-871448-2、「恐竜時代」
  13. 1994年5月発行、ISBN 4-08-871449-0、「対決」
  14. 1994年7月発行、ISBN 4-08-871450-4、「恐怖の研究」
  15. 1994年9月発行、ISBN 4-08-871826-7、「狙われたミザリィ」
- 発行：ホーム社、発売：集英社、ジャンプコミックスセレクション版（1997年〜1998年、全10巻）
  1. 1997年6月発行、ISBN 4-8342-1591-1、「ママと悪魔」
  2. 1997年7月発行、ISBN 4-8342-1592-X、「わしはサンタじゃ!!」
  3. 1997年8月発行、ISBN 4-8342-1593-8、「妖精を見た!」
  4. 1997年9月発行、ISBN 4-8342-1594-6、「マジック・ドール」
  5. 1997年10月発行、ISBN 4-8342-1595-4、「魔女狩りの村」
  6. 1997年11月発行、ISBN 4-8342-1596-2、「目標:月世界!!」
  7. 1997年12月発行、ISBN 4-8342-1597-0、「寄生島（きせいとう）」
  8. 1998年1月発行、ISBN 4-8342-1598-9、「恐竜時代」
  9. 1998年2月発行、ISBN 4-8342-1599-7、「対決」
  10. 1998年3月発行、ISBN 4-8342-1600-4、「狙われたミザリィ」
- 集英社文庫〈コミック版〉（2005年、全10巻）
  1. 2005年1月18日発行、ISBN 4-08-618290-4
  2. 2005年1月18日発行、ISBN 4-08-618291-2
  3. 2005年3月18日発行、ISBN 4-08-618292-0
  4. 2005年3月18日発行、ISBN 4-08-618293-9
  5. 2005年5月18日発行、ISBN 4-08-618294-7
  6. 2005年5月18日発行、ISBN 4-08-618295-5
  7. 2005年7月15日発行、ISBN 4-08-618296-3
  8. 2005年7月15日発行、ISBN 4-08-618297-1
  9. 2005年9月16日発行、ISBN 4-08-618298-X （巻末に、マキがミザリィにインタビューするという内容の描き下ろしおまけ漫画［全3ページ］収録）
  10. 2005年9月16日発行、ISBN 4-08-618299-8 （描き下ろし「巻末番外篇 奥様はミザリィ（またはミザリィの恩返し）の巻」［全9ページ］収録）

全117話のうち、連載終了後に『月刊少年ジャンプ』1995年1月号に掲載された読切短編「アウターゾーン スペシャル」を除く116話（＋「番外編 三人の訪問者」）が収録されている。ジャンプ・コミックスでの収録順は雑誌掲載時の順序と多少異なっており、その後のジャンプコミックスセレクション版および文庫版はジャンプ・コミックス版の収録順を踏襲している。
- 第29話「妖精を見た!」、第69話「マジックドール 7」、第73話「寄生島（きせいとう）」は雑誌掲載時には2週にわたり前後編で掲載されたが、コミックス収録時に1話にまとめられた。
- 第40話「黒帽子」は雑誌掲載時には3週にわたり前中後編で掲載されたが、コミックス収録時に1話にまとめられた。
- 第89・90話「恐竜時代」はコミックスでは「前編」「後編」となっているが、雑誌掲載時には「その1」〜「その4」として4週にわたって掲載された。

### 『アウターゾーン リ:ビジテッド』（書誌情報）
光原伸『アウターゾーン リ:ビジテッド』（ホーム社発行、集英社発売、ホームコミックス、2012年〜、既刊3巻）
|       | #         | サブタイトル             | 発行年月 / ISBN                  | 初出                                                                   |
| ----- | --------- | ------------------------ | -------------------------------- | ---------------------------------------------------------------------- |
| 第1巻 | Episode1  | ラブドール・マリア       | 2012年12月発行 978-4-8342-3194-6 | 『コミック特盛 怖すぎて禁じられた怪談』2011年秋号（2011年10月発売）    |
| 第1巻 | Episode2  | どら猫マグ               | 2012年12月発行 978-4-8342-3194-6 | 『コミック特盛 怖すぎて禁じられた怪談』2011年秋号（2011年10月発売）    |
| 第1巻 | Episode3  | 月に一度、血を           | 2012年12月発行 978-4-8342-3194-6 | 『コミック特盛 怖すぎて禁じられた怪談』2011年冬号（2011年12月発売）    |
| 第1巻 | Episode4  | 魂の墓標                 | 2012年12月発行 978-4-8342-3194-6 | 『コミック特盛 新耳袋 あなたの隣の怖い話』2012年春号（2012年4月発売）  |
| 第1巻 | Episode5  | 幻の夏                   | 2012年12月発行 978-4-8342-3194-6 | 『コミック特盛 新耳袋 あなたの隣の怖い話』2012年夏号（2012年7月発売）  |
| 第1巻 | Episode6  | 侵略生物X                | 2012年12月発行 978-4-8342-3194-6 | 『コミック特盛 新耳袋 あなたの隣の怖い話』2012年秋号（2012年10月発売） |
| 第2巻 | Episode7  | 若返りの泉               | 2014年2月発行 978-4-8342-3209-7  | 『コミック特盛 新耳袋 あなたの隣の怖い話』2012年冬号（2012年12月発売） |
| 第2巻 | Episode8  | エネミー・テリトリー     | 2014年2月発行 978-4-8342-3209-7  | 『コミック特盛 新耳袋 あなたの隣の怖い話』2013年春号（2013年4月発売）  |
| 第2巻 | Episode9  | リフト・オブ・ザ・デッド | 2014年2月発行 978-4-8342-3209-7  | コミック特盛増刊『アウターゾーンスペシャル』（2013年6月発売）          |
| 第2巻 | Episode10 | 誘拐犯                   | 2014年2月発行 978-4-8342-3209-7  | 『コミック特盛 新耳袋 あなたの隣の怖い話』2013年夏号（2013年7月発売）  |
| 第2巻 | Episode11 | 冷たい棺                 | 2014年2月発行 978-4-8342-3209-7  | 『コミック特盛 新耳袋 あなたの隣の怖い話』2013年秋号（2013年10月発売） |
| 第2巻 | Episode12 | 痛み                     | 2014年2月発行 978-4-8342-3209-7  | 『コミック特盛 新耳袋 あなたの隣の怖い話』2013年冬号（2013年12月発売） |
| 第3巻 | Episode13 | プリズナーM              | 2015年10月発行 978-4-8342-3236-3 | 『コミック特盛 新耳袋アトモス』2014年春号（2014年4月発売）             |
| 第3巻 | Episode14 | 老婆の館                 | 2015年10月発行 978-4-8342-3236-3 | 『コミック特盛 新耳袋アトモス』2014年夏号（2014年7月発売）             |
| 第3巻 | Episode15 | コックリさんとみぃこ     | 2015年10月発行 978-4-8342-3236-3 | 『コミック特盛 新耳袋アトモス』2014年秋号（2014年10月発売）            |
| 第3巻 | Episode16 | みぃこのスケバン入門     | 2015年10月発行 978-4-8342-3236-3 | 『コミック特盛 新耳袋アトモス』2014年冬号（2014年12月発売）            |
| 第3巻 | Episode17 | セールス・ガール         | 2015年10月発行 978-4-8342-3236-3 | 『コミック特盛 新耳袋アトモス』2015年春号（2015年4月発売）             |
| 第3巻 | Episode18 | おとぎ話                 | 2015年10月発行 978-4-8342-3236-3 | 『コミック特盛 新耳袋アトモス』2015年夏号（2015年7月発売）             |
|       | Episode19 | シリアル・キラーの部屋   | 単行本未収録                     | 『コミック特盛 新耳袋アトモス』2015年秋号（2015年10月発売）            |
|       | Episode20 | 身代わり                 | 単行本未収録                     | 『コミック特盛 新耳袋アトモス』2015年冬号（2015年12月発売）            |
|       | Episode21 | 怨霊テロリスト           | 単行本未収録                     | ホーム社Webサイト・画楽ノ杜 2016年5月27日公開                          |
|       | Episode22 | ミチル                   | 単行本未収録                     | ホーム社Webサイト・画楽ノ杜 2016年9月27日公開                          |

## 小説版『アウターゾーン』
漫画版と同タイトルで、1995年7月3日にジャンプ ジェイ ブックスより発売された。著：山田隆司。ISBN 978-4-08-703036-5

## 朗読劇
2018年11月10日に専門学校ESPエンタテインメント東京校 12号館ホールを会場に、「ことだま屋本舗」とweb漫画サイト「Ｚ」との連携企画第3弾として、『ことだま屋本舗EXステージvol.6「アウターゾーン リ：ビジテッド」』の公演名で上演。ミザリィ役に園崎未恵を据え、浅利遼太、大畑伸太郎、佐藤健輔、橘U子、玉城仁菜、星祐樹、笠原あきら、鈴木コウタ、他が出演している。
2019年5月2日と4日に赤坂レッドシアターを会場に、『ことだま屋本舗EXステージvol,7「ことだま屋×Z4」』の公演名の演目の一つとして「アウターゾーン リ：ビジテッド」が上演。前回同様にミザリィ役に園崎未恵を据え、楠田敏之、橘U子、大畑伸太郎、佐藤健輔、浅利遼太、鈴木コウタ、玉城仁菜、星祐樹、村田裕基、他が出演している。

## 舞台
2020年5月2日から同年5月4日まで武蔵野スイングホールにて上演予定だったか、コロナ蔓延の影響で延期された。2023年2月23日から25日まで杉並公会堂小ホールで上演。
舞台形式については「マンガ動画と演劇・音楽を融合した“2次元寄りの舞台”である“Domix”」と称されており、原作から第1話「ママと悪魔」、第2話「幸運の首」、第14話「わしはサンタじゃ!!」、第17話「顔」、第26話「デス・フライト」、第33話「救命艇に死神がいる」、第60話「幻の女（ファントム・レディ）」、第63話「真夜中の教室」、第78話「マンハント」が舞台化された。第91話「怪談」も2020年には予定されていたが、2023年では内容に含まれなかった。
演出は表現集団・式日の佐白啓。音楽は古根川広明が担当し、舞台のためにオリジナル楽曲を書き下ろした。プロデュースなどには光原がアシスタントを務めた経験を持つ漫画家の樹崎聖も参加している。